# Austrochoreia antipodis
Austrochoreia antipodis är en stekelart som beskrevs av John S. Noyes 1988. Austrochoreia antipodis ingår i släktet Austrochoreia och familjen sköldlussteklar. Inga underarter finns listade.